# Coleophora hungariae
Coleophora hungariae é uma espécie de mariposa do gênero Coleophora pertencente à família Coleophoridae.